# Bramham (Yorkshire de l'Ouest)
Pour les articles homonymes, voir Bramham.

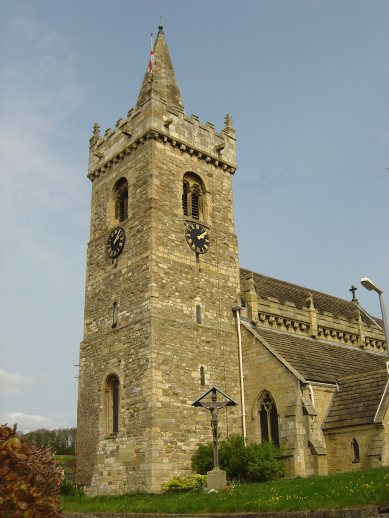
Eglise de 'All Saints'

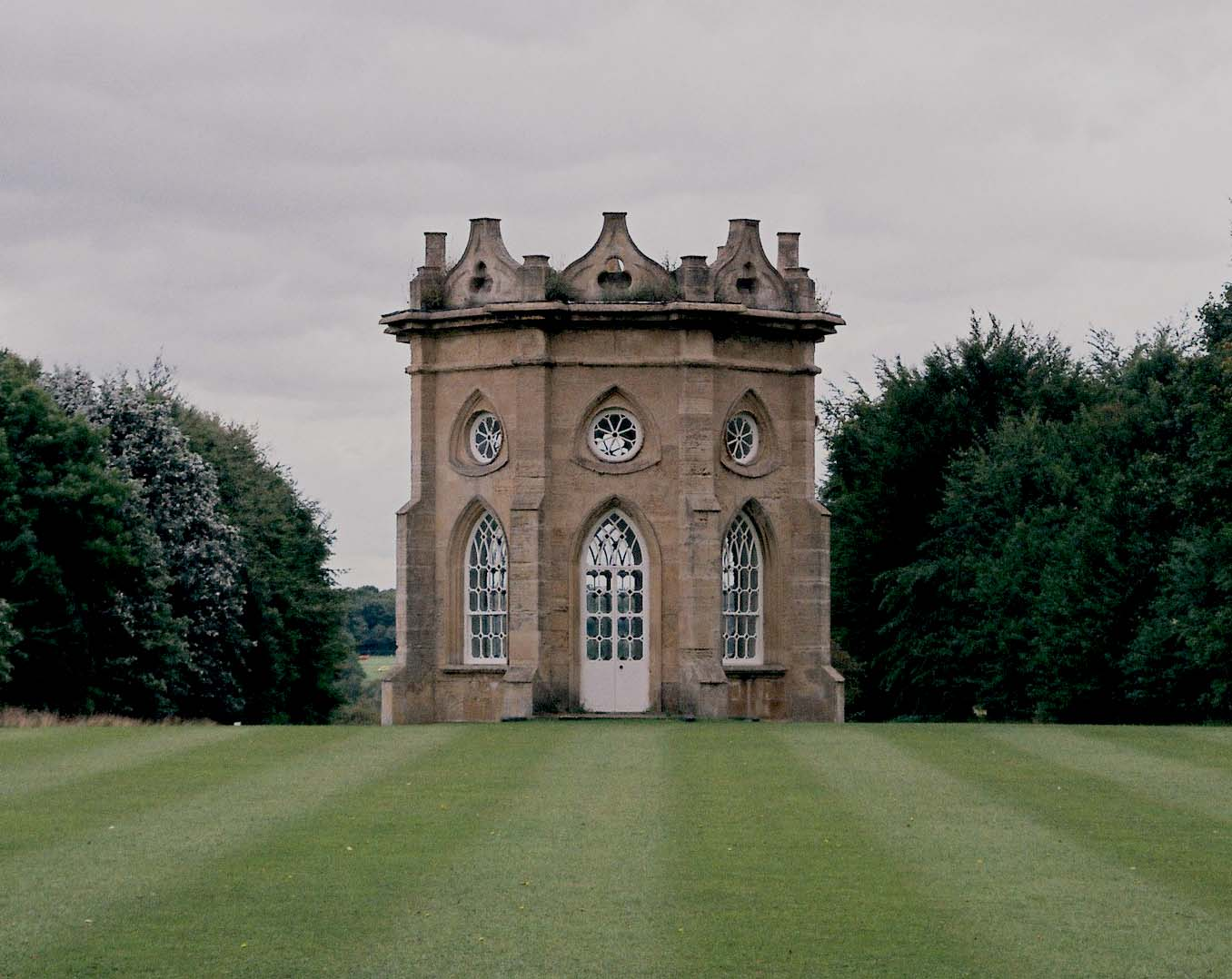
Parc de Bramham

Bramham est un village du Yorkshire de l'Ouest, en Angleterre. Il est situé à près de Boston Spa et Wetherby.